# Jette Joop
Henriette Elisabeth Joop, detta Jette (Braunschweig, 18 febbraio 1968), è una stilista, designer e politica tedesca.

## Biografia
Jette Joop è figlia d'arte, in quanto primogenita di Wolfgang Joop. Ha conseguito il diploma liceale in Inghilterra, a Oxford, per poi studiare al Pasadena Art Center College of Design in California. Nel 1996 è stata per alcuni mesi assistente di Ralph Lauren  a New York.
Tornata quindi in Germania, Jette Joop ha fondato da libera professionista la compagnia Jette Joop Europe (che all'inizio contava appena 15 dipendenti), ora chiamata JETTE GmbH; con essa ha disegnato gioielli e lanciato linee di moda e profumi sia per donna che per uomo. Nel 2003 ha tenuto un corso di design all'Università di Duisburg-Essen. Sempre in tale anno ha progettato una scultura di Hans Hummel. Nel 2007 Jette Joop ha disegnato la nuova divisa per la compagnia Air Berlin, mentre nel 2010 è stata la volta delle uniformi per GRG Services Group.
Membro della CDU da molti anni, Jette Joop ha anche partecipato alla 12ª Assemblea federale (2004). Sostiene numerose iniziative sociali, tra cui la campagna di sensibilizzazione sul papilloma virus.

## Vita privata
Nel 1997 è diventata mamma di una bambina, da lei generata con Alessandro Spitzy, un geofisico italotedesco che è stato suo compagno per poco tempo. Dal 2001 al 2005, Jette Joop è stata legata sentimentalmente al principe Alexander zu Schaumburg-Lippe, ricevendo per questo grande attenzione da parte dei media. Nel febbraio 2008 ha sposato Christian Elsen, separandosi però da lui cinque anni dopo. I due hanno messo al mondo un maschio nel 2009.